# 倉田徹
倉田 徹（くらた とおる、1975年 - ）は、日本の政治学者。立教大学法学部教授。専門は現代中国・香港政治。近年は、香港民主化問題の有識者として度々マスメディアに登場している。

## 経歴
1987年4月 - 1987年9月 お子様ニュースネットワーク２代目キャスター。
1994年 武蔵高等学校卒業。
1998年 東京大学教養学部卒業。
2003年  香港日本国総領事館専門調査員(2006年まで)。
2008年  東京大学大学院総合文化研究科博士課程修了、博士（学術）（東京大学）。
2008年  金沢大学人間社会学域国際学類准教授。
2013年 立教大学法学部政治学科准教授。
2017年  立教大学法学部政治学科教授。